# 托伯特陡崖
83°29′S 54°8′W / 83.483°S 54.133°W
托伯特陡崖（英語：Torbert Escarpment）是南極洲的陡崖，位於伊利沙伯女皇地，長28公里，屬於彭薩科拉山脈中尼普頓山脈的一部分，美國地質調查局根據測量和該國海軍的空中照片繪入地圖，現時由南極條約體系管理。